# Jacques Chaudron
Pour les articles homonymes, voir Chaudron.
Jacques Auguste Chaudron (né le 2 juin 1889 à Paris et mort le 16 juin 1969 dans la même ville) est un joueur français de hockey sur glace.
Joueur du Club des Sports d'Hiver de Paris, il est sacré champion de France de hockey sur glace en 1921 et 1922,.
Il est également membre de l'équipe de France, avec laquelle il participe aux Jeux olympiques d'hiver de Chamonix en 1924.